# Max Gut
Max Gut (1898 – 1988) foi um matemático suíço.
Foi palestrante convidado do Congresso Internacional de Matemáticos em Zurique (1932) e Oslo (1936).

## Publicações selecionadas
- com Rudolf Fueter: Vorlesungen über die singulären Moduln und die komplexe Multiplikation der elliptischen Funktionen. Vol. 41. BG Teubner, 1927.
- "Die Zetafunktion, die Klassenzahl und die Kronecker'sche Grenzformel eines beliebigen Kreiskörpers." Commentarii Mathematici Helvetici 1, no. 1 (1929): 160-226. doi:10.1007/BF01208364
- "Über die Gradteilerzerlegung in gewissen relativ-ikosaedrischen Zahlkörpern." Commentarii Mathematici Helvetici 7, no. 1 (1934): 103-130. doi:10.1007/BF01292712
- "Weitere Untersuchungen über die Primidealzerlegung in gewissen relativ-ikosaedrischen Zahlkörpern." Commentarii Mathematici Helvetici 6, no. 1 (1934): 47-75. doi:10.1007/BF01297322
- "Über Erweiterungen von unendlichen algebraischen Zahlkörpern." Commentarii Mathematici Helvetici 9, no. 1 (1936): 136–155. doi:10.1007/BF01258182
- "Folgen von Dedekindschen Zetafunktionen." Monatshefte für Mathematik 48, no. 1 (1939): 153–160. doi:10.1007/BF01696173
- "Zur Theorie der Klassenkörper der Kreiskörper, insbesondere der Strahlklassenkörper der quadratisch imaginären Zahlkörper." Commentarii Mathematici Helvetici 15, no. 1 (1942): 81-119. doi:10.1007/BF02565635
- "Zur Theorie der Strahlklassenkörper der quadratisch reellen Zahlkörper." Commentarii Mathematici Helvetici 16, no. 1 (1943): 37–59. doi:10.1007/BF02568563
- "Zur Theorie der Normenreste einer relativ-zyklischen Erweiterung von ungeradem Primzahlgrade." Vierteljahrsschrift der Naturforschenden Gesellschaft in Zürich 91 (1946): 17–36.
- "Eulersche Zahlen und grosser Fermat’scher Satz." Commentarii Mathematici Helvetici 24, no. 1 (1950): 73-99. doi:10.1007/BF02567027